# Черами
Чера̀ми (на италиански: Cerami, на сицилиански Cirami, Чирами) е малък град и община в южна Италия, провинция Ена, в автономен регион и остров Сицилия. Разположен е на 970 надморска височина. Населението на града е 2196 души (към 30 декември 2010 г.).